# La Fresnais
La Fresnais település Franciaországban, Ille-et-Vilaine megyében. Lakosainak száma 2508 fő (2022. január 1.). La Fresnais Saint-Benoît-des-Ondes, La Gouesnière, Hirel, Lillemer, Mont-Dol, Roz-Landrieux és Saint-Guinoux községekkel határos.

## Népesség
A település népességének változása:
| Lakosok száma | 1652 | 1778 | 1955 | 2092 | 2308 | 2460 | 2541 | 2571 | 2546 | 2508 |
|               | 1968 | 1982 | 1990 | 2006 | 2013 | 2015 | 2017 | 2019 | 2020 | 2022 |